# آرشالویس گابریلیان
آرشالویس هامبارتسومی گابریلیان (ارمنی: Արշալույս Համբարձումի Գաբրիելյան؛ زادهٔ ۱۴ ژوئن ۱۹۱۲ - درگذشته ۵ مهٔ ۱۹۹۳) یک استاد و زمین‌شناس اهل ارمنستان بود.

## زندگی‌نامه
در ۲۷ ژوئن [سبک قدیمی: ۱۴ ژوئن] ۱۹۱۲ در روستای ناخیجوان به دنیا آمد و از دانشگاه دولتی ایروان(۱۹۳۸) فارغ‌التحصیل شد. وی عضو فرهنگستان ملی علوم ارمنستان بود. وی همچنین برنده نشان برجسته افتخار و دانشمند شایسته ارمنستان شوروی (۱۹۶۱) شده است. وی در ۵ مهٔ ۱۹۹۳ در سن ۸۰ سالگی در ایروان درگذشت و در آرامستان مرکزی ایروان (توخماخ) به خاک سپرده شد.

## یادداشت
1. ↑  Երկրաբանա-հանքաբանական գիտությունների դոկտոր